# 森沢明夫
森沢 明夫（もりさわ あきお、1969年9月20日 - ）は、日本の小説家。千葉県船橋市生まれ。

## 人物・来歴
早稲田大学人間科学部卒業。出版社で編集者を経験した後、フリーライターを経て小説家に。
2006年、『ラストサムライ 片目のチャンピオン武田幸三』で第17回ミズノスポーツライター賞優秀賞を受賞。
2014年、『虹の岬の喫茶店』を原作に映画化した『ふしぎな岬の物語』は、第38回モントリオール世界映画祭で、審査員特別賞グランプリとエキュメニカル審査員賞をダブル受賞。
2021年、『おいしくて泣くとき』で「うつのみや大賞」2021年大賞受賞。
2024年、『癒し屋キリコの約束』が第33回「PUSH!1st.」（ブックファースト選出）に選ばれる。
小説、エッセイ、絵本、ノンフィクションなど、幅広い分野で執筆しているほか、全国各地で「幸せな生き方」や「人生をハッピーエンドにする方法」などをテーマにした講演会を催し、好評を博している。
また、手がけた作品のほとんどが翻訳版として出版され、海外でも多くのファンを獲得している。

## 作品リスト

### 小説

#### 青森三部作
- 津軽百年食堂（2009年2月 小学館 / 2011年1月 小学館文庫）
- 青森ドロップキッカーズ（2010年2月 小学館 / 2014年1月 小学館文庫）
- ライアの祈り（2012年9月 小学館 / 2015年3月 小学館文庫）

#### その他の作品
- 海を抱いたビー玉 甦ったボンネットバスと少年たちの物語（2007年8月 山海堂）
  - 【改題】海を抱いたビー玉（2009年2月 小学館文庫）
- ラブ & ピーナッツ（2010年9月 徳間書店）
  - 【改題】東京タワーが消えるまで（2012年6月 徳間文庫）
- 夏美のホタル（2010年12月 角川書店 / 2014年8月 角川文庫）
- 虹の岬の喫茶店（2011年6月 幻冬舎 / 2013年11月 幻冬舎文庫）
- あなたへ（2012年2月 幻冬舎文庫）[6]
- 大事なことほど小声でささやく（2013年5月 幻冬舎 / 2015年8月 幻冬舎文庫）
- ミーコの宝箱（2013年9月 光文社 / 2016年3月 光文社文庫）
- ヒカルの卵（2013年10月 徳間書店 / 2015年12月 徳間文庫）
- 癒し屋キリコの約束（2014年8月 幻冬舎 / 2015年6月 幻冬舎文庫）
- きらきら眼鏡（2015年11月 双葉社 / 2018年7月 双葉文庫）
- エミリの小さな包丁（2016年4月 KADOKAWA/角川書店 / 2019年6月 角川文庫）
- たまちゃんのおつかい便（2016年6月 実業之日本社）4月 実業之日本社文庫
  - 【改題】かたつむりがやってくる　たまちゃんのおつかい便（2019年4月）
- 失恋バスは謎だらけ（2017年9月 双葉社）
  - 【改題】恋する失恋バスツアー（2020年9月 双葉文庫）
- キッチン風見鶏（2018年6月 ハルキ文庫）
- 雨上がりの川（2018年10月 幻冬舎 / 2020年12月 幻冬舎文庫）
- 水曜日の手紙（2018年12月 KADOKAWA / 2021年10月 角川文庫）
- ぷくぷく（2019年11月 小学館 / 2022年1月 小学館文庫）
- おいしくて泣くとき（2020年6月 角川春樹事務所 / 2022年5月 ハルキ文庫）
- 青い孤島（2021年3月 双葉社 / 2024年2月 双葉文庫）
- 本が紡いだ五つの奇跡（2021年9月 講談社 / 2024年3月 講談社文庫）
- ロールキャベツ（2023年5月 徳間書店 / 2025年4月 徳間文庫）
- さやかの寿司（2024年9月 角川春樹事務所）
- 桜が散っても（2024年12月 幻冬舎）

### ノンフィクション
- ラストサムライ 片目のチャンピオン武田幸三（2006年11月 角川書店 / 2008年12月 角川文庫）
- 永遠のサッカー小僧 中村憲剛物語（2009年10月 講談社）
- 武田幸三 弱虫の美学（2010年5月 大和書房）

### エッセイ
- あおぞらビール（2003年7月 オーシャンライフ / 2012年7月 双葉文庫）
- 渚の旅人1 かもめの熱い吐息（2008年8月 東京地図出版）
- 渚の旅人2 ヒラメのあぶない妄想（2008年8月 東京地図出版）
  - 渚の旅人1 かもめの熱い吐息（2011年9月 幻冬舎文庫） - 上記2冊を1冊にまとめたもの
- 東京トカイナカ探検隊 ―ぶらりB級街歩き。いざ! 都会のイナカへ（2012年10月 主婦の友社）
- ゆうぞらビール（2014年7月 双葉文庫）
- 東京湾ぷかぷか探検隊（2017年1月 潮文庫）
- 森沢カフェ（2020年3月 潮文庫）
- ごきげんな散歩道（2021年7月 春陽堂書店）

### 絵本
- ともだちのたね（2008年12月 東京地図出版）
- 虹の森のミミっち（2013年11月 ティー・オーエンタテインメント）

### その他
- 野の花（2002年9月 角川書店）
- にっぽん人の心を磨く本（2007年9月 ベースボール・マガジン社） - 井上義彦との共著
- はずめし 恥ずかしいけどうまい！涙と笑いのレシピ集（2008年3月 角川マガジンズ） - かざまりんぺいとの共著
- 風の谷のあの人と結婚する方法（2008年8月 幻冬舎） - 須藤元気との共著
- 22世紀の般若心経―読むと心がふわっと軽くなる（2013年11月 主婦の友社）
- 漫画じわる哲学 ハッピーエンド小説家が考える幸せのタネ（2022年 4月 家の光協会）- 天沼琴未との共著
- プロだけが知っている小説の書き方（飛鳥新社 2022年7月）

## メディアミックス

### 映画
- 津軽百年食堂（2011年4月2日公開、配給：日活 / リベロ、監督：大森一樹、主演：オリエンタルラジオ）
- ふしぎな岬の物語（2014年10月11日公開、配給：東映、監督：成島出、主演：吉永小百合、原作：虹の岬の喫茶店）
- ライアの祈り（2015年6月13日公開、配給：アイエス・フィールド、監督：黒川浩行、主演：鈴木杏樹）[7]
- 夏美のホタル（2016年6月11日公開、配給：イオンエンターテイメント、監督：廣木隆一、主演：有村架純）[8]
- きらきら眼鏡（2018年9月15日公開、配給：S・D・P、監督：犬童一利、主演：金井浩人）
- 大事なことほど小声でささやく（2022年10月21日公開、配給：S・D・P、監督：横尾初喜、主演：後藤剛範）
- おいしくて泣くとき（2025年4月4日公開、配給：松竹、監督：横尾初喜、主演：長尾謙杜）

### テレビドラマ
- 癒し屋キリコの約束（2015年8月3日 - 9月25日、全40話、東海テレビ、主演：遼河はるひ）
- あおぞらビール（2025年6月16日 - 8月7日、全32話、NHK総合、主演：窪塚愛流）

### ラジオドラマ
- 虹の岬の喫茶店（2012年11月25日 - 1月6日、全6回、NHKラジオ第1放送「新日曜名作座」、主演：西田敏行・竹下景子）
- 大事なことほど小声でささやく（2016年7月10日 - 8月21日、全6回、NHKラジオ第1放送「新日曜名作座」、主演：西田敏行・竹下景子）

### コミカライズ
- 虹の岬の喫茶店　1 - 3巻（2017 - 2018年、潮出版社、漫画：天沼琴未）[9]
- きらきら眼鏡　1 - 3巻（2018 - 2019年、潮出版社、漫画：天沼琴未）